# 그 겨울, 나는
그 겨울, 나는(Through My Midwinter)은 한국에서 제작된 오성호 감독의 2021년 영화이다. 권다함, 권소현 등이 주연으로 출연하였다.
제26회 부산국제영화제에서 권다함이 이 영화를 통해 올해의 배우상을 수상했다.

## 출연

### 주연
- 권다함 : 경학 역
- 권소현 : 혜진 역

### 조연
- 오지혜 : 혜진의 어머니 역
- 이한주 : 욱현 역
- 계영호 : 충환 역
- 정수교 : 해철 역
- 김신비 : 영민 역
- 권혁성 : 지 부장 역
- 지웅배 : 용혁 역
- 백승철 : 삼주 역
- 이금주 : 미성년자 역

### 단역
- 이천희 : 공장 사장 역
- 이가경 : 은행원 역
- 이택근 : 보안요원 역
- 김종태 : 가맹점주 역
- 변진수 : 횟집 사장 역
- 우연서 : 세방테크 직원 1 역
- 이현서 : 세방테크 직원 2 역
- 김수빈 : 세방테크 직원 3 역
- 정태영 : 세방테크 직원 4 역
- 신치영 : 세방테크 과장 역
- 이재우 : 창고 직원 역
- 김남호 : 학원 강사 역
- 진수선 : 모텔 남자 역
- 김현식 : 횟집 손님 역
- 김수란 : 식당 직원 역
- 윤영 : 빌라 손님 역

### 특별출연
- 박지아 : 경학의 이모 역
- 손성호 : 경학의 아버지 역